# This Time
This Time – czwarty, studyjny album wydany przez brytyjską wokalistkę pop Melanie C. Płyta ukazała się 30 marca 2007 w Niemczech, Austrii i Szwajcarii, 2 kwietnia 2007 w Wielkiej Brytanii.
W ramach promocji zostały wydane trzy single: „The Moment You Believe”, „I Want Candy” oraz „Carolyna”.

## Lista utworów
| #   | Tytuł                                     | Twórcy                                             | Długość |
| --- | ----------------------------------------- | -------------------------------------------------- | ------- |
| 1.  | „Understand”                              | (A. Argyle, M. Chisholm)                           | 3:43    |
| 2.  | „What if I Stay”                          | (J. Jackson, A. Argyle)                            | 3:17    |
| 3.  | „Protected”                               | (G. Chambers, C. Dennis, M. Chisholm)              | 4:37    |
| 4.  | „This Time”                               | (A. Argyle)                                        | 3:32    |
| 5.  | „Carolyna”                                | (M. Chisholm, P. Gendler, S. Mac)                  | 3:21    |
| 6.  | „Forever Again”                           | (A. Argyle, L. Groves, K. Hughes)                  | 3:44    |
| 7.  | „Your Mistake”                            | (A. Argyle, M. Chisholm)                           | 3:55    |
| 8.  | „The Moment You Believe”                  | (M. Chisholm, P. Vettese)                          | 3:35    |
| 9.  | „Don't Let Me Go” (featuring Adam Argyle) | (J. Jackson, A. Argyle)                            | 3:57    |
| 10. | „Immune”                                  | (P. Woodroffe, C. Grant, J. Bourne)                | 4:47    |
| 11. | „May Your Heart”                          | (G. Clark, M. Chisholm)                            | 4:04    |
| 12. | „Out of Time”                             | (M. Chisholm, P. Thornalley, D. Munday)            | 3:47    |
| 13. | „I Want Candy” (Utwór dodatkowy)          | (B. Berns, B. Feldman, G. Goldstein, R. Gottehrer) | 3:24    |

## Listy sprzedaży
| Lista           | Sprzedaż             | Najwyższa Pozycja | Certyfikat |
| --------------- | -------------------- | ----------------- | ---------- |
| Austria         | Media Control Europe | #26               |            |
| Niemcy          | Media Control        | #15               |            |
| Szwecja         | GLF                  | #48               |            |
| Szwajcaria      | Media Control        | #8                | Złoto      |
| Wielka Brytania | BPI                  | #57               |            |
| Top 100 Europa  | IFPI                 | #34               |            |
| Świat           | Media traffic        | #62               |            |
| Włochy          |                      | #77               |            |